# Flugunfall einer Douglas DC-6 in Guatemala-Stadt 1978
Der Flugunfall einer Douglas DC-6 in Guatemala-Stadt 1978 ereignete sich am 8. Juni 1978. Eine Douglas DC-6B der Fluggesellschaft Aviateca mit drei Besatzungsmitgliedern an Bord, mit der ein Tiertransport von Miami nach Guatemala-Stadt geflogen wurde, geriet an diesem Tag im Landeanflug außer Kontrolle und stürzte auf ein Fußballfeld in der Innenstadt von Guatemala-Stadt. Bei dem Unfall kamen die drei Besatzungsmitglieder ums Leben. Obwohl die Maschine im Stadtgebiet der Hauptstadt Guatemalas abstürzte, gab es keine Todesopfer am Boden. 

## Maschine
Das Flugzeug war eine Douglas DC-6B mit der Werksnummer 43531, die im Jahr 1952 als 262. Douglas DC-6 aus laufender Produktion im Werk der Douglas Aircraft Company in Long Beach, Kalifornien endmontiert wurde. Sie wurde am 23. August 1952 an die Pan American World Airways ausgeliefert und bei dieser auf den Namen Clipper Viking getauft und mit dem Luftfahrzeugkennzeichen N6531C in Betrieb genommen. Die Aviateca übernahm die Maschine am 31. August 1961 und ließ sie mit dem neuen Kennzeichen TG-ADA zu. Das viermotorige Langstreckenflugzeug war mit vier Sternmotoren des Typs Pratt & Whitney R-2800 ausgestattet.
Am 21. Februar 1978 war die Maschine bei der Landung auf dem Flughafen New Orleans in einen Zwischenfall verwickelt, als bei der Landung zwei Reifen des Hauptfahrwerks platzten. Der Kapitän behielt bei diesem Zwischenfall die Kontrolle über die Maschine.

## Besatzung und Fracht
Es befand sich eine dreiköpfige Besatzung an Bord der Maschine, bestehend aus einem Flugkapitän, einem Ersten Offizier und einem Flugingenieur. Bei dem Flug handelte es sich um einen Tiertransport, die Maschine hatte Pferde und Kühe geladen.

## Unfallhergang
Der in Miami gestartete Tiertransport befand sich im Anflug auf Guatemala-Stadt, als der Flugkapitän Probleme mit dem Öldruck eines Triebwerkes meldete. Als sich die Maschine 20 Minuten später im Endanflug auf den Flughafen La Aurora befand, bewegten sich die transportierten Tiere auf der Ladefläche, was zu einer erheblichen Schwerpunktverlagerung führte. Der Kapitän verlor die Kontrolle über die Maschine und versuchte, auf einem kleinen, von Häusern umgebenen Fußballfeld eine Bruchlandung durchzuführen. Die Maschine schlug mit einem Rollwinkel von 30 Grad auf dem Boden auf, wobei die Besatzung getötet und das Flugzeug zerstört wurde. Die Absturzstelle beschränkte sich nahezu komplett auf das Fußballfeld. Es wurde keines der umliegenden Häuser beschädigt und obwohl die Maschine im Stadtgebiet abgestürzt war, kam am Boden niemand zu Schaden.

## Ursache
Es wurde festgestellt, dass die Tiere im Frachtraum nicht richtig festgebunden wurden und sich im Endanflug zu bewegen begannen, was zu einer Schwerpunktverlagerung führte, wodurch das Flugzeug unkontrollierbar wurde.